# Biserica „Intrarea în biserică a Maicii Domnului” a fostei Curți Domnești
Biserica „Intrarea în biserică a Maicii Domnului” a fostei Curți Domnești este o biserică monument istoric din Caracal, județul Olt, România. Aceasta a fost ctitorită de Neagoe Basarab.  